# Givigliana
Givigliana is een plaats (frazione) in de Italiaanse gemeente Rigolato.